# Kuća Nakić u Splitu
Kuća Nakić je zgrada u Splitu, Hrvatska, na adresi Narodni trg 1.

## Opis
Građena je od 1901. do 1906. godine. Arhitekt je bio Špiro Nakić. Monumentalna trokatnica nepravilnoga trapezoidnog tlocrta s malim unutrašnjim dvorištem čija je gradnja započela 1901. godine, najstarija[Najstarija?] je secesijska građevina u Splitu. Dao ju je podići poznati splitski trgovac namještajem Vicko Nakić prema projektu svoga sina, arhitekta Špira Nakića koji se školovao u Beču. Projekt je iz 1900. godine. Podignuta je na mjestu starijih kuća u čijem je prizemlju Nakić imao trgovinu. Svojim glavnim pročeljem zatvara zapadnu stranu glavnog splitskog trga - Pjace.

## Povijest
Prvotno je bio otvoren ugostiteljski objekt "Bili as" čiji je vlasnik bio legendarni kapetan Hajduka Dragan Holcer. 
Potom je 1930-ih otvorena trgovina obuće. Danas se u njemu knjižara "Miroslav Krleža" i hotel "Piazza Heritage" koji se nalazi na gornjim katovima.

## Zaštita
Pod oznakom Z-5298 zavedena je kao nepokretno kulturno dobro - pojedinačno, pravna statusa zaštićena kulturnog dobra, klasificiranog kao profana graditeljska baština, stambeno-poslovne građevine.

## Vanjske poveznice
|  | Zajednički poslužitelj ima još gradiva o temi Kuća Nakić u Splitu |